# 馬克斯·阿曼

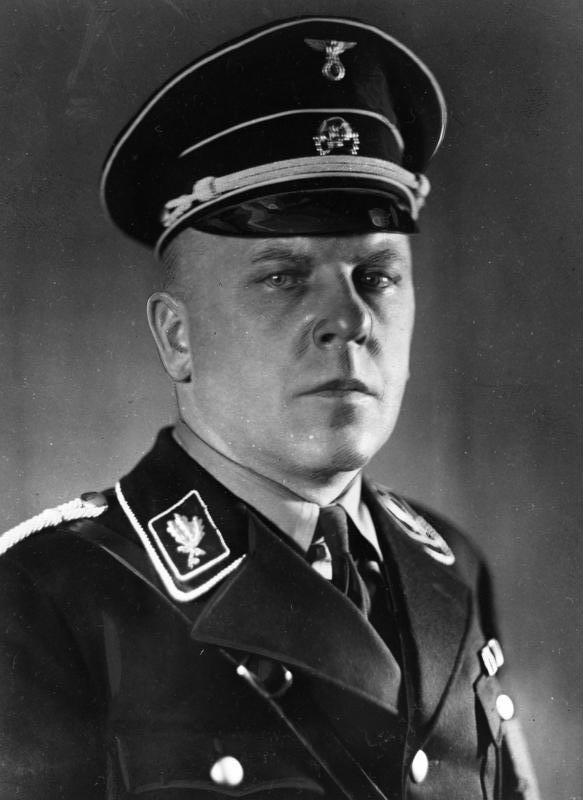
馬克斯·阿曼

马克斯·阿曼（Max Amann，1891年11月24日—1957年3月30日）是一位纳粹党高官，德国政治人物、商人、艺术品（包括纳粹劫掠来的艺术品）收藏家。他是纳粹党首任业务经理，后成为纳粹党官方出版社“Eher出版社”（Eher Verlag）总负责人。他还是德國新闻出版業的全國領導。战后，阿曼被美国军事占领当局逮捕。去纳粹化法庭将他定性为“主要罪犯”（Hauptschuldiger）。阿曼被判处10年劳役，全部财产被没收，领取养老金的权利被剥夺。阿曼于1953年获释，四年后，他在慕尼黑去世。